# Plevrat I.
Plevrat I. (antično grško: Πλευράτος [Pleurátos]), ilirski kralj tavlantske države, ki je vladal približno od leta 356 pr. n. št. do leta 335 pr. n. št.. Bil je oče tavlantskega kralja Glavkija. Leta 337 pr. n. št. je v ostri bitki premagal Filipa II. Makedonskega in preprečil njegovo nadaljnje prodiranje na ilirsko ozemlje. Datuma rojstva in smrti nista poznana.

## Vojna z Makedonci
Leta 344 pr. n. št. je na makedonski prestol prišel Filip II., ki je od svojega očeta nasledil spore z Iliri. Ker ni našel nobenega razloga, da jih prekine, je z veliko vojsko napadel tavlantsko državo, opustošil podeželje, osvojil veliko naselij in mest in se z bogatim plenom vrnil v Makedonijo.
Po Filipovi zmagi nad Grabi je Plevrat poskušal preprečiti Filipovo nadaljnje prodiranje v Ilirijo.  Leta 337 pr. n. št. je porazil Filipovo vojsko in samo Filipova telesna straža je preprečila, da ne bi Filipa ubil. Filip je moral ustaviti prodiranje v Ilirijo in se zadovoljiti samo z vzhodno ilirsko provinco Dasaretijo. Vojna se je končala s sklenitvijo miru.
Tavlantska država je po tem spopadu obdržala samo ozemlje ob jadranski obali, vendar je nadaljevala protimakedonsko politiko vse do leta 335 pr. n. št. ko sta se Glavkij in Klejt uprla Aleksandru Makedonskemu.